# Мая баир
„Мая баир“ е връх в Сакар. Намира се на около 3 километра западно от село Дрипчево и 4 километра северно от село Изворово. Надморската му височина е приблизително 625 метра. Обрасъл е с нискостеблена гора от дъб, габър и дрян. По южните му склонове има хубави планински пасища. Околностите на Мая баир са осеяни с извори. На върха е построена двуетажна сграда, с голяма наблюдателна кула. Оттам могат да се видят джамиите в Одрин, целия Родопски балкан, стотиците водоеми и лозови масиви в района.

## История
На връх Мая баир на 22 декември 1944 г. се разбива съветски четиримоторен бомбардировач и загива пилота на самолет Андрей Алексанрович Галяшкин. На лобното място е издигнат 4 метров пиедестал. До него е построена чешма в памет на пилота Галяшкин.

## Релеф и климат
Релефът е ниско-планински. Климатът е с преходно средиземноморско влияние. Средната годишна температура на Мая Баир е около 10,5 градуса.